# БРС-1
БРС-1 — быстродействующая радиотелеметрическая система, широко используемая при запуске первых советских космических кораблей.

## История
В 1940—1950-х годах XX века в СССР происходило бурное развитие ракетной радиотелеметрии. Разработка первой в стране «вибрационной» радиотелеметрии РТС-5 СКБ-567 не получила дальнейшего развития из-за отсутствия у коллектива необходимой электронной компонентной базы. Влияние на погрешность измерений вибраций на передатчик РТС-5 было обнаружено специалистами отдела 20 ОКБ-1 (механическое дрожание управляющей сетки лампового триода, которое приводило к неотличимому наложению на управляющий электрический сигнал («вибрации»), подававшийся на эту же сетку триода). Это привело к перераспределению обязанностей между СКБ-567 и НИИ-88 — вибрационная тематика была «перехвачена» коллективом лабораторией С. А. Джанумова 20 отдела НИИ-88, специалисты которого курировали разработку РТС-5. В скором времени была разработана система БРС-1.
Разработана в Лаборатории датчиков и измерительных систем (НИИ-88) по ТЗ ОКБ-586 в 1955 году.
В 1956 году изготовили экспериментальный образец БРС-1.
В 1957 году заводом «Геофизика» (Москва) был изготовлен опытный образец мобильной БРС-1, который был подвергнут самолетным испытаниям.
Работы по разработке и дальнейшему усовершенствованию БРС-1 продолжались.
В 1960 году начался перевод системы БРС-1 на полупроводники, для нее разработали новые АФУ (ИС-1891, ИС-1825, ИС-1721).
С 1960 года на Ижевском мотозаводе началось серийное производство РТС БРС-1.
В скором времени БРС-1 появились на измерительных пунктах, в частности, в рамках ИП-1, чуть позднее — на ИП-2 и ИП-3.